# 米什科沃-波霍里洛韋
46°59′47″N 32°5′49″E / 46.99639°N 32.09694°E
米什科沃-波霍里洛韋（羅馬化：Mishkovo-Pohorilove）是位於烏克蘭南部尼古拉耶夫州尼古拉耶夫區米什科沃-波霍里洛韋市鎮的村莊。該村始建於1810年，面積46.1平方公里，海拔高度31米。2001年人口5484，人口密度每平方公里119人。後來人口5,363。